# قائمة زملاء الجمعية الملكية المنتخبين في 1691
هذه الصفحة تعرض قائمة زملاء الجمعية الملكية المُنتخبين لعام 1691.

## الزملاء
- توماس داي
- Sir Godfrey Copley, 2nd Baronet [الإنجليزية]‏